# تابسوس
تابسوس أو تابسيس أو طبسوس هو موقع أثري يقع في الوسط الشرقي لتونس بـولاية المنستير.
أطلال المدينة لا تزال واضحة في رأس ديماس بالقرب من البقالطة، على ما يقرب من 200 كم إلى الجنوب الشرقي من قرطاج وهي تشمل ما تبقى من الميناء والحصن والمسرح بالإضافة إلى خزان كبير ومقبرة بونية أيضا في مكان قريب.
تأسست في الأصل من قبل الفينيقيين بالقرب من سبخة. بعد الحرب البونيقية الثالثة وتدمير قرطاج أصبحت بمثابة مدينة-سوق في إقليم أفريقيا الرومانية Byzacena.
في 6 أفريل سنة 46 قبل الميلاد، انتصر يوليوس قيصر على سقيبيو ميتيللوس والملك النوميدي جوبا الأول في معركة تابسوس التي وقعت خلالها خسائر كبيرة في محيط المدينة. وضعت المعركة نهاية للمعارضة للقيصر في أفريقيا ثم أصبحت تابسوس مستعمرة رومانية. ذكرت هذه المعركة في مسرحية كورنيليا لروبرت غارنييه.